# Любовь по контракту
Любовь по контракту (кор. 월수금화목토, 月水金火木土) —  продолжающийся южнокорейский телесериал с участием известных в Корее актеров, таких как Пак Мин Ён, Го Кён Пё и Ким Джэ Ён в главных ролях. Премьера состоялась 21 сентября 2022 года на корейском канале tvN.
Сериал рассказывает о необычной работе так называемой «помощницы в одиночестве», которая становится супругой одиноких людей, которым нужен партнёр для посещения таких мероприятий, как свидания и светские мероприятия.

## Актеры и персонажи

### Главные
- Пак Мин Ён в роли Чхве Сан Ын: одинокая помощница с тринадцатью годами карьеры, обладающая идеальной внешностью и обаянием[7].
- Го Кён Пё в роли Чон Джи Хо: загадочный человек, у которого есть долгосрочный эксклюзивный контракт с Сан Ын на понедельник, среду и пятницу[7].
- Ким Джэ Ён в роли Кан Хэ Джина: младший сын семьи чеболей и восходящей звезды халлю, у которого новый контракт с Сан Ын на вторник, четверг и субботу[7].

### Второстепенные

#### Поддержка Чхве Сан Ына
- Кан Хён Сок в роли У Кван Нам [8]
- Джин Гён в роли Ю Ми Хо [9]
- Ан Сок Хван в роли Чон Гиль Тэ [10]
- Ким Дон Хён в роли Чхве Сан Му [10]
- TBA как О Ча-джанг

#### Поддержка Чон Джи Хо
- Пэ Хэ Сон в роли Ким Сон Ми [11]
- Пак Чул-мин в качестве старшего менеджера [9]
- Пак Кён Хе в роли Ким Ю Ми [9]
- TBA как Park Sang-gu

#### Поддержка Кан Хэ Чжина
- Ким Хён Мок в роли Ю Чон Хана [11]
- Чон Сон Хо в роли Чхве Чан Хи [10]
- О Рён в роли Кан Сон Джина [9]
- Ли Сын Чхоль в роли Кан Джина [10]
- Ян Чон-а в роли Чхве Ран-хи [12]

### Другие второстепенные персонажи
- Нана в роли Ю-ми [13]
- Го Геон-хан [14]
- Юн Е Хи в роли матери Сан Ын [15]
- Ли Джу Бин в роли Чон Джи Ын [16]

## Телевизионные рейтинги
| Ep. | Исходная дата трансляции | Средняя доля аудитории </br> (Нильсен Корея) | Средняя доля аудитории </br> (Нильсен Корея) |
| Ep. | Исходная дата трансляции | по всей стране                               | Сеул                                         |
| --- | ------------------------ | -------------------------------------------- | -------------------------------------------- |
| 1 | 21 сентября 2022 г.      | 3.992% (2nd)                                 | 3,859% (3rd)                                 |
| 2 | 22 сентября 2022 г.      | 3,447% (2nd)                                 | 3,818% (2nd)                                 |
| 3 | 28 сентября 2022 г.      | 3,761% (2nd)                                 | 4.019% (3rd)                                 |
| 4 | 29 сентября 2022 г.      | 3,584% (2nd)                                 | 3,745% (2nd)                                 |
| 5 | 5 октября 2022 г.        | 3,007% (3rd)                                 | 2.905% (3rd)                                 |
| 6 | 6 октября 2022 г.        | 3,539% (2nd)                                 | 3,763% (2nd)                                 |
| 7 | 12 октября 2022 г.       | 2.859% (3rd)                                 | 2,988% (3rd)                                 |
| 8 | 13 октября 2022 г.       | 3,633% (2nd)                                 | 3,744% (2nd)                                 |
| 9 | 19 октября 2022 г.       |                                              |                                              |
| 10 | 20 октября 2022 г.       |                                              |                                              |
| 11 | 26 октября 2022 г.       |                                              |                                              |
| 12 | 27 октября 2022 г.       |                                              |                                              |
| 13 | 2 ноября 2022 г.         |                                              |                                              |
| 14 | 3 ноября 2022 г.         |                                              |                                              |
| 15 | 9 ноября 2022 г.         |                                              |                                              |
| 16 | 10 ноября 2022 г.        |                                              |                                              |
| Средний | Средний                  | —                                            | —                                            |
| - В приведенной выше таблице blue numbers представляют самые низкие оценки, а red numbers представляют самые высокие оценки. - Эта драма транслируется по кабельному каналу/платному телевидению, у которого обычно относительно меньшая аудитория по сравнению с бесплатным телевидением/общественными вещательными компаниями ( KBS, SBS, MBC и EBS ). |                          |                                              |                                              |